# Moonwatch
Moonwatch war eine Organisation zur Beobachtung von künstlichen Erdsatelliten, die von Fred Whipple von der Smithsonian Institution 1956 gegründet wurde und bis etwa 1980 bestand.
Das Programm richtete sich an Amateurastronomen und Raumfahrt-Interessierte in aller Welt und unterstützte die Teilnehmer mit Daten und teilweise auch mit Messinstrumenten, um von schwierig zu beobachtenden Satelliten genaue Bahnelemente bestimmen zu können. Ähnliche Programme existierten auch in der Sowjetunion.

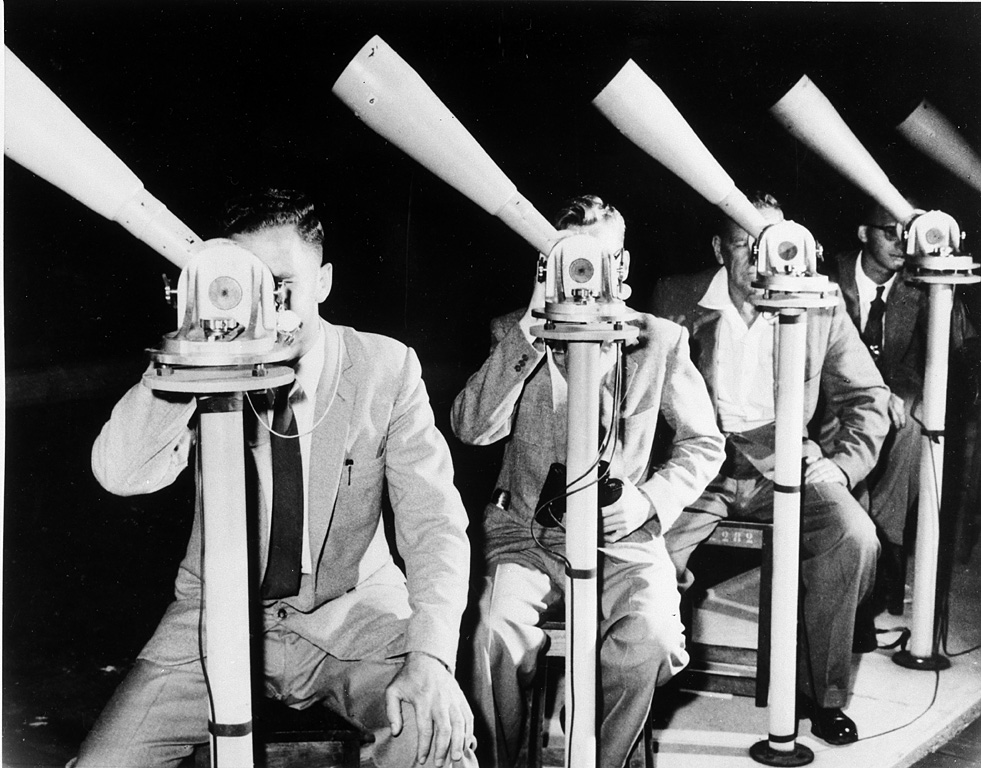
Beobachterteam mit Apogee-Teleskopen, um 1958. Jeder überwacht einen kleinen Ausschnitt des Himmels in Erwartung eines Satelliten, um seine Flugbahn und die Durchgangszeit zu messen.

Anfangs beobachtete man die Erdsatelliten in kleinen Gruppen, von denen jeder Beobachter mit einem lichtstarken Apogee-Teleskop einen überlappenden Himmelsausschnitt überwachte (siehe Bild). Denn die Bahndaten waren noch ungenau und die Satellitendurchgänge außerdem relativ „unpünktlich“. Später, als auch gute Programme für Vorausberechnungen verfügbar waren, ging die Tätigkeit auf Einzelbeobachter über. Viele der Teleskope erhielten dann rasch schwenkbare azimutale Montierungen aus Militärbeständen.
In den frühen 1970er-Jahren arbeiteten bei Moonwatch weltweit einige hundert Gruppen mit, darunter etwa 15 in Deutschland und 3 in Österreich, darunter die Wilhelm-Foerster-Sternwarte im US-amerikanischen Sektor von West-Berlin mit ihrem Bamberg-Refraktor. Die Messungen waren die Basis vieler wissenschaftlicher Untersuchungen, insbesondere von Satelliten mit niedrigem Perigäum, so genannte „Low Perigee Objects“. Solche Körper lassen sich von Satellitenkameras kaum fotografieren, da sie nur in der Dämmerung sichtbar sind.
Die Genauigkeit der Messungen wurde anhand einiger Satelliten mit stabilen Bahnen geprüft und lag – je nach Ausrüstung und Erfahrung der Beobachter – bei 10" bis zu etwa 5'. Ein Teil beobachtete mit Feldstechern vor dem Sternhintergrund, ein anderer mit Theodolit-ähnlichen Instrumenten oder lichtstarken Apogee-Teleskopen. Zum Programm gehörte zeitweilig auch die Beobachtung von Wiedereintritten der Satelliten in die Erdatmosphäre.